# Dichter bij de hemel kom ik niet
Dichter bij de hemel kom ik niet is een liedje gezongen door het muzikale echtpaar Maarten Peters en Margriet Eshuijs, hij schreef het.
Beiden nemen het op ter ondersteuning van de 2013-actie van Alpe d'HuZes, dat dan al vanaf 2006 geld ophaalt voor KWF Kankerbestrijding. Het is een eerbetoon aan de mensen die al dan niet gesponsord de Alpe d'Huez opfietsen. Het refereert aan het eindeloze zweten en stoempen en de 21 bochten; het ziet de berg als het dak van de wereld. Peters had al eerder een lied over die klimrit geschreven, het Alpe d'Huzes-lied (meer over de strijd tegen kanker), dat de hitparade in tegenstelling tot Dichter bij wel wist te halen.
Het werd destijds als single in eigen beheer uitgegeven via B'hive Records van Peters. Het lied is er in vier versies te horen (origineel, unplugged, instrumentaal en unplugged instrumentaal; alle ongeveer 4:40).